# FUNDASPE
La Fundación Nacional FUNDASPE (Fundación para el fomento de la Donación Altruista de Órganos para Trasplantes, Tejidos, Sangre, Plasma y Médula Ósea, Educación para la Salud y Cooperación Internacional, en siglas FUNDASPE) nace por iniciativa de la Federación Española de Donantes de Sangre y fue legalizada por la Orden del 7 de abril de 1995 y publicados sus Estatutos en el Boletín Oficial del Estado de fecha 18-5-95. Martín Manceñido, preside el Patronato de FUNDASPE desde este momento.
La Administración Sanitaria, los Centros de Transfusión, los Bancos de Sangre de los Hospitales del INSALUD, las Hermandades y Asociaciones que componen la Federación Española de Donantes de Sangre, realizan un ingente trabajo diario para tener cubiertas las necesidades que en cada minuto y en cada hospital se presentan.
Quemaduras, úlceras, cánceres, hemorragias, trasplantes de órganos, accidentes, traumatismos, intervenciones quirúrgicas de todo tipo y otros muchos problemas de salud requieren sangre o plasma para su resolución. La sangre no se puede fabricar. Sólo se puede conseguir de la solidaridad de las personas sanas. La sangre debe esperar al enfermo, no al revés. 